# Memória bolha
Memória bolha é um tipo de memória não volátil que usa uma fina película de material magnético para manter pequenas áreas magnetizadas, chamadas de "bolhas", com cada uma das quais armazenando um bit de informação. A memória bolha surgiu como uma tecnologia promissora na década de 1970, mas foi um fracasso comercial devido aos preços dos discos rígidos, que caíram rapidamente na década seguinte.
Ao contrário do que acontece com a memória de leitura (ROM), é possível gravar na memória de bolhas. Ao contrário também da memória de acesso aleatório (RAM), os dados gravados na memória de bolhas permanecem nela até que sejam alterados, mesmo quando o computador é desligado. Por esse motivo, a memória de bolhas tem sido utilizada em ambientes nos quais um computador deve ter a capacidade de se recuperar de uma falta de energia, com o mínimo de perda de dados. O uso e a demanda da memória de bolhas desapareceram com o surgimento da memória flash, que é mais barata e de produção mais fácil.

## Pré-história: memória twistor
A memória bolha é amplamente a criação de uma única pessoa, Andrew Bobeck. Bobeck trabalhou em vários tipos de projetos relacionados à magnética no decorrer dos anos de 1960, e dois de seus projetos o colocaram em uma posição particularmente boa no desenvolvimento da memória bolha. O primeiro foi o desenvolvimento do primeiro sistema de memória de núcleo magnético, comandado por um controle baseado em transistor, e o segundo foi o desenvolvimento da memória twistor.
A memória twistor era baseada na magnetostrição, um efeito que pode ser usado para mover bits magnéticos. Se um padrão é disposto em um meio de armazenamento (por exemplo, em uma fita magnética) e então uma corrente atravessa esse meio, os padrões serão lentamente "empurrados" até que eles permaneçam inalterados. Colocando um detector em algum ponto deste meio, os campos o atravessarão, por sua vez, sem qualquer movimento físico. Em efeito, é uma versão sólida de uma faixa única da memória de tambor. Na década de 1960, a AT&T usou o twistor em várias aplicações.

## Bolhas magnéticas
Em 1967, Bobeck se uniu a uma equipe nos Laboratórios Bell e começou a trabalhar em melhorias para o twistor. Ele achava que, se ele descobrisse um material que permitisse o movimento dos campos facilmente em uma única direção, uma fita de tal material poderia ter uma série de cabeças de escrita/leitura posicionadas ao longo de sua extremidade em vez de uma só. Os padrões seriam introduzidos em uma das extremidades do material e seriam empurrados como no twistor, mas como eles só poderiam ser movidos em uma única direção, naturalmente formariam "faixas" pela sua superfície, aumentando a densidade da área. Isto resultaria em uma espécie de "twistor 2D".
Paul Charles Michaelis descobriu, com seu trabalho nos finos filmes magnéticos permalloy, que era possível propagar domínios magnéticos em direções ortogonais dentro do filme. Este trabalho resultou em um registro em patente. O dispositivo de memória e o método de propagação foram descritos em papel apresentado na 13ª Conferência Anual do Magnetismo e dos Materiais Magnéticos em Boston, MA, no dia 15 de setembro de 1967. O dispositivo usava finos filmes magnéticos anisotrópicos que exigiam diferentes combinações de pulsos magnéticos para as direções de propagação ortogonal. A velocidade da propagação também era dependente da dureza ou suavidade dos eixos magnéticos. Esta diferença sugeriu que um meio magnético anisotrópico seria desejável.
A partir deste conceito e expandindo com o uso de ortoferrite, Bobeck percebeu um efeito adicional interessante. Com os materiais de fita magnética usadas no twistor, os dados tinham de ser armazenados em espaços relativamente grandes, chamados de "domínios". Tentativas em magnetizar áreas menores não teriam sucesso. Com ortoferrite, se o espaço era escrito e um campo magnético fosse aplicado a todo o material, o espaço encolheria a um pequeno círculo, que ele passou a chamar de "bolha". Essas bolhas eram muito menores do que os "domínios" das mídias normais, como as fitas, o que sugeriu que densidades areais muito altas eram possíveis.
Nos Laboratórios Bell, ocorreram cinco descobertas importantes:
1. O movimento controlado bidimensional de domínios de parede única em filmes permalloy;
2. A aplicação de ortoferrites;
3. A invenção do modo de operação do acesso de campo;
4. A descoberta de anisotropia uniaxial induzida por crescimento no sistema de granada e a percepção de que granada seria um material prático.

O sistema de bolhas não pode ser descrito por uma única invenção, mas pelas descobertas acima. Andy Bobeck foi o único descobridor do 4º e 5º item e codescobridor do 2º e 3º; o 1º foi feito no grupo de P. Bonyhard. A certa altura, mais de 60 pesquisadores estavam trabalhando no projeto no Lab. Bell, a maioria dos quais ganhou reconhecimento neste campo. Em setembro de 1974, por exemplo, H. E. D. Scovil, P. C. Michaelis e A. H. Bobeck, que trabalharam no Lab. Bell em Nova Jérsei, receberam o Prêmio Memorial IEEE Morris N. Liebmann pelo IEEE com a seguinte citação: "Pelo conceito e desenvolvimento de domínios magnéticos de parede única (bolhas magnéticas), e pelo reconhecimento de sua importância à tecnologia da memória.".
Levou algum tempo para encontrar o material perfeito, mas eles descobriram que a granada tinha as propriedades adequadas. As bolhas se formavam facilmente no material e podiam ser empurradas facilmente. O próximo problema seria fazê-los mover para um local apropriado de onde ele poderia ser lido de volta – o twistor era um cabo e havia apenas um local para ir, mas em um plano 2D as coisas não seriam tão fáceis assim. Ao contrário dos experimentos originais, a granada não restringiu que as bolhas se movessem em uma só direção, mas suas propriedades sobre as bolhas eram vantajosas demais para serem ignoradas.
A solução era imprimir um padrão de pequenas barras magnéticas na superfície da granada. Quando um pequeno campo magnético era aplicado, elas se tornariam magnetizadas, e as bolhas se "prenderiam" em uma das extremidades. Invertendo o campo, elas seriam atraídas para a outra extremidade, se deslocando pela superfície. Outra inversão os deslocaria da extremidade da barra à próxima barra na linha.
Um dispositivo de memória é formado pelo alinhamento de pequenos eletromagnetos em uma extremidade com detectores na outra extremidade. As bolhas escritas seriam lentamente arrastadas à outra, formando uma superfície de twistors alinhados lado a lado. Anexando a saída do detector de volta aos eletromagnetos transforma a superfície em uma série de voltas, que podem deter informação por quanto tempo for necessário.
A memória bolha é uma memória não volátil. Mesmo quando a energia é interrompida, as bolhas permanecem, assim como os padrões na superfície de um disco rígido. E ainda melhor é que os dispositivos para memória bolha não precisavam de partes móveis; o campo que arrastava as bolhas pela superfície era geralmente elétrico, enquanto que mídias como fitas e discos exigiam movimento mecânico. Finalmente, por causa do pequeno tamanho das bolhas, a densidade era muito maior teoricamente do que a de outros dispositivos magnéticos de armazenamento na época. O único lado ruim era o seu desempenho; as bolhas tinham que circular até a extremidade da superfície antes de serem lidas.

## Comercialização

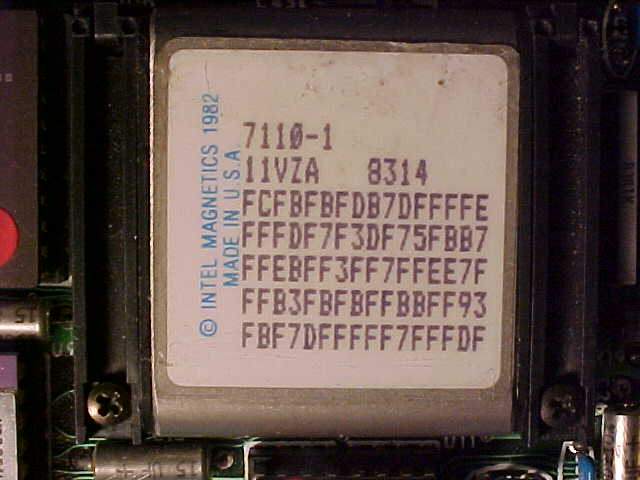
Módulo magnético Intel 7110 de memória bolha

A equipe de Bobeck logo havia obtido um centímetro quadrado para armazenar 4.096 bits, a mesma capacidade do então-vigente plano da memória de ferrite. Isto gerou interesse considerável na indústria. Não apenas as bolhas poderiam substituir o ferrite, mas parecia também que eles poderiam substituir as fitas e os discos. Na verdade, o que se demonstrava aparente na época era que a memória bolha logo seria o único meio de armazenamento usado na maior parte das aplicações, longe apenas do mercado de alto desempenho.
Na metade da década de 1970, praticamente todas as grandes companhias de eletrônicos tinham equipes trabalhando na memória bolha. No final da mesma década, vários produtos entraram no mercado; a Intel lançou sua própria versão de um megabit, o 7110. Entretanto, no começo da década seguinte, a introdução de sistemas de disco rígido mais rápidos, mais baratos, e de maior densidade, interrompeu a popularidade da memória bolha. Praticamente todo trabalho nele parou.
A memória bolha teve seus usos em pequenos mercados na década de 1980 em sistemas que precisavam evitar altas taxas de falhas mecânicas dos discos rígidos, e em sistemas que operavam em ambientes drásticos e de alta vibração. Esta aplicação também se tornou obsoleta graças ao desenvolvimento da memória flash, que também trouxe benefícios em desempenho, densidade, e custo.
Uma aplicação foi o sistema de arcade da Konami, o Bubble System, inaugurado em 1984. Ele apresentava cartuchos de memória bolha substituíveis em uma placa baseada no modelo 68000 da Motorola. O Bubble System exigia um tempo de "aquecimento" de aproximadamente 20 segundos (demonstrado por um temporizador exibido na tela quando a máquina era ligada) antes de carregar o jogo, pois a memória bolha precisava ser aquecida por volta dos 30 a 40° C para que funcionasse corretamente. A Sharp usou memória bolha em sua série PC 5000 de computadores portáteis em 1983. A Nicolet usou módulos de memória bolha para salvar informações em seu osciloscópio 3091. A GRiD Systems Corporation o usou em seus primeiros laptops.

## Aplicações posteriores
Em 2007, a ideia de usar bolhas de microfluido como lógica (em vez de memória) foi proposta por pesquisadores do Instituto de Tecnologia de Massachusetts. A lógica da bolha usaria nanotecnologia, e demonstrou ter tempos de acesso de 7 milissegundos, o que é mais rápido do que os 10 milissegundos dos atuais discos rígidos, embora seja mais lento do que os tempos de acesso da RAM tradicional e de circuitos lógicos, o que torna a proposta não comercialmente prática no momento.